# Amtsgericht Demmin

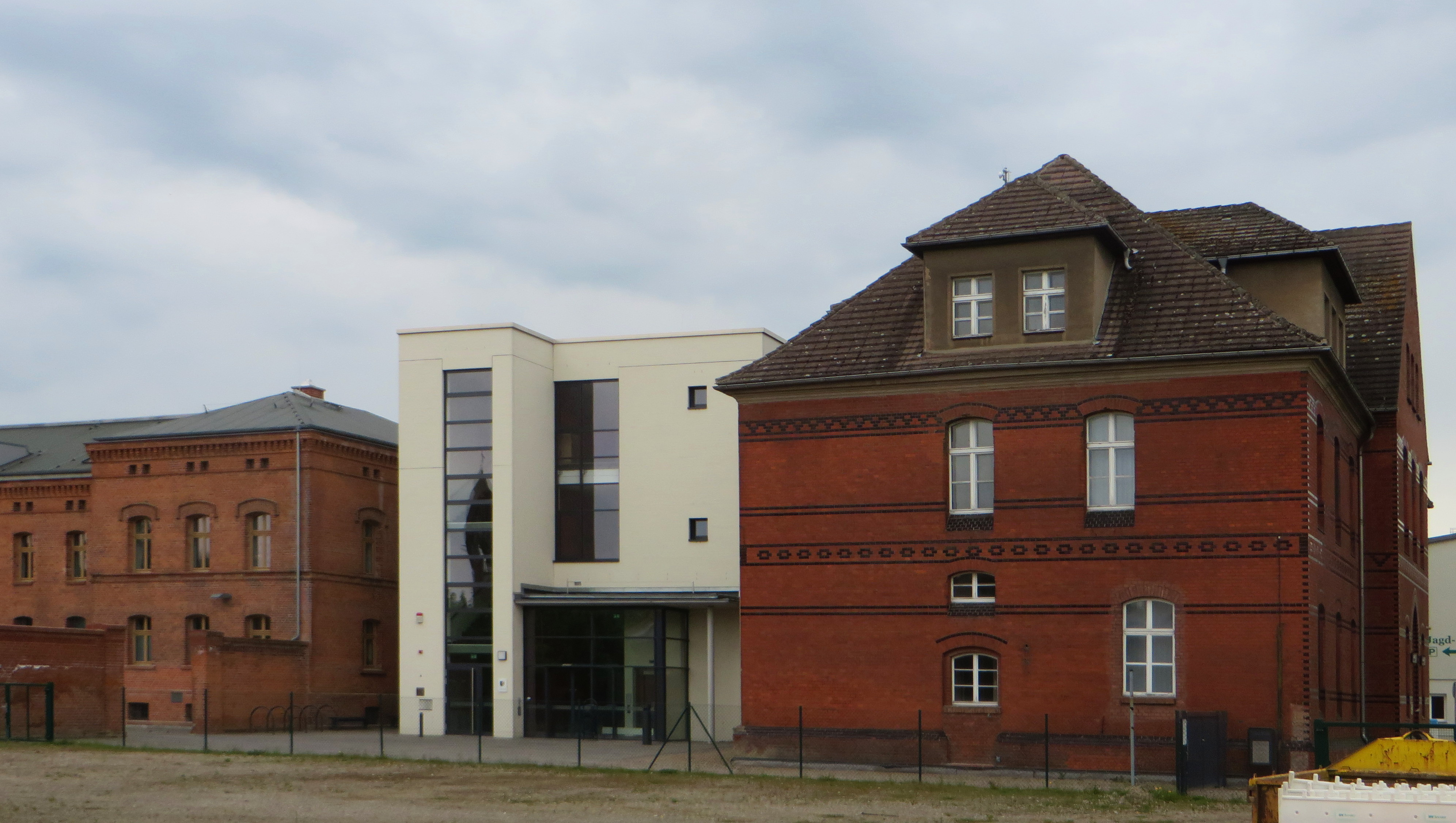
Gebäude des ehemaligen Amtsgerichtes Demmin (2015)

Das Amtsgericht Demmin war ein Gericht der ordentlichen Gerichtsbarkeit des Landes Mecklenburg-Vorpommern im Bezirk des Landgerichtes Neubrandenburg (LG Neubrandenburg). Es wurde zum 28. September 2015 durch die Gerichtsstrukturreform aufgehoben und in eine Zweigstelle des Amtsgericht Neubrandenburg umgewandelt.

## Gerichtssitz und -bezirk

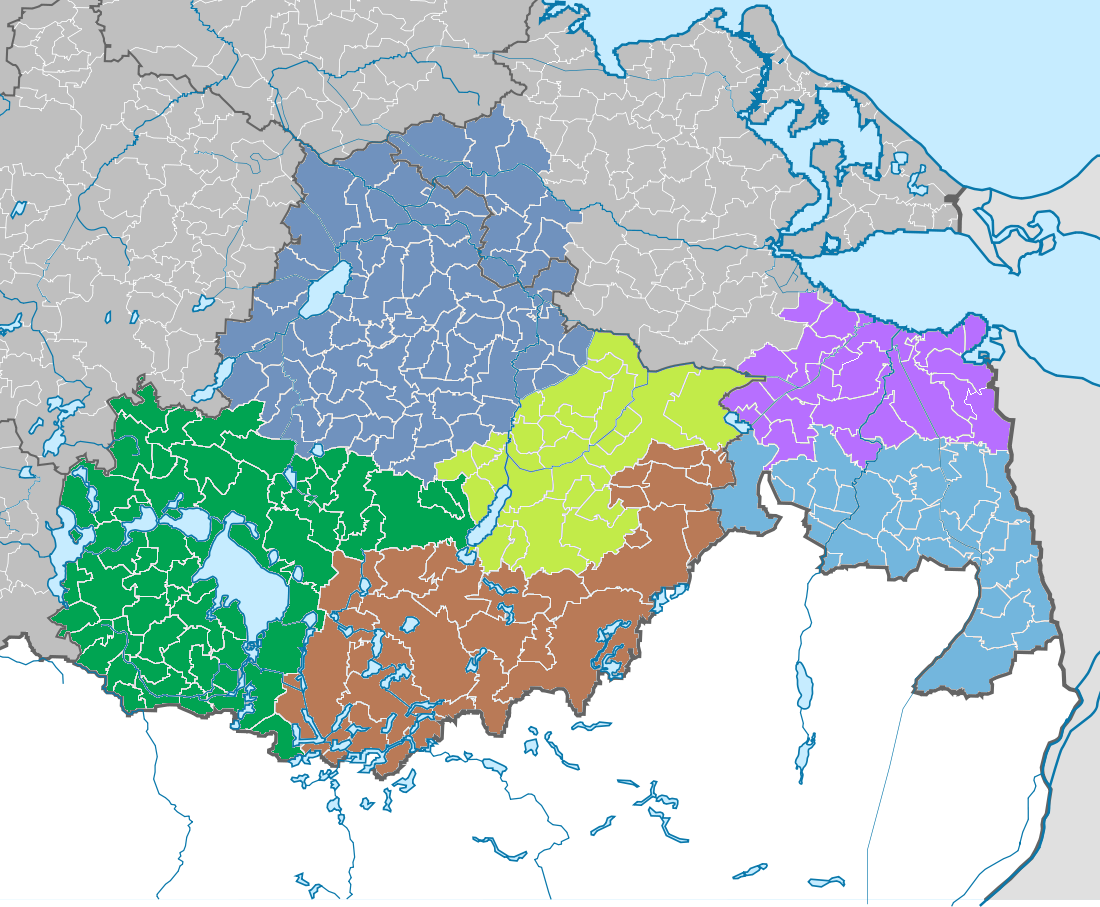
Gerichtsbezirke der dem LG Neubrandenburg nachgeordneten Amtsgerichte (AG) bis zum 5. Oktober 2014
AG Waren (Müritz)
AG Demmin
AG Neustrelitz
AG Neubrandenburg
AG Ueckermünde
AG Pasewalk

Das Gericht hatte seinen Sitz in der Hansestadt Demmin.
Der Gerichtsbezirk umfasste seit dem Inkrafttreten der Gerichtsstrukturreform am 6. Oktober 2014 das Gebiet der folgenden Städte und Gemeinden.
| - Altenhagen, - Altentreptow, - Bartow, - Basedow, - Beggerow, - Borrentin, - Bredenfelde, - Breesen, - Breest, | - Briggow, - Burow, - Dargun, - Demmin, - Duckow, - Faulenrost, - Gielow, - Gnevkow, - Golchen, | - Grammentin, - Grapzow, - Grischow, - Groß Teetzleben, - Gültz, - Gülzow, - Hohenbollentin, - Hohenmocker, - Ivenack, | - Jürgenstorf, - Kentzlin, - Kittendorf, - Kletzin, - Knorrendorf, - Kriesow, - Kummerow, - Lindenberg, - Malchin, | - Meesiger, - Mölln, - Neukalen, - Nossendorf, - Pripsleben, - Ritzerow, - Röckwitz, - Rosenow, - Sarow, | - Schönfeld, - Siedenbollentin, - Siedenbrünzow, - Sommersdorf, - Stavenhagen, - Tützpatz, - Utzedel, - Verchen, - Warrenzin, | - Werder, - Wildberg, - Wolde und - Zettemin. |

Am 6. Oktober 2014 wurden folgende Städte und Gemeinden aus dem Bezirk des Amtsgerichtes Demmin in den Bezirk des Amtsgerichtes Greifswald eingegliedert.
| - Alt Tellin, - Bentzin, - Daberkow, - Görmin, - Jarmen, | - Kruckow, - Loitz, - Sassen-Trantow, - Tutow und - Völschow. |

Durch die Auflösung des Gerichtes wurden die verbleibenden Städte und Gemeinden in den Bezirk des Amtsgerichtes Neubrandenburg eingegliedert.

## Gebäude

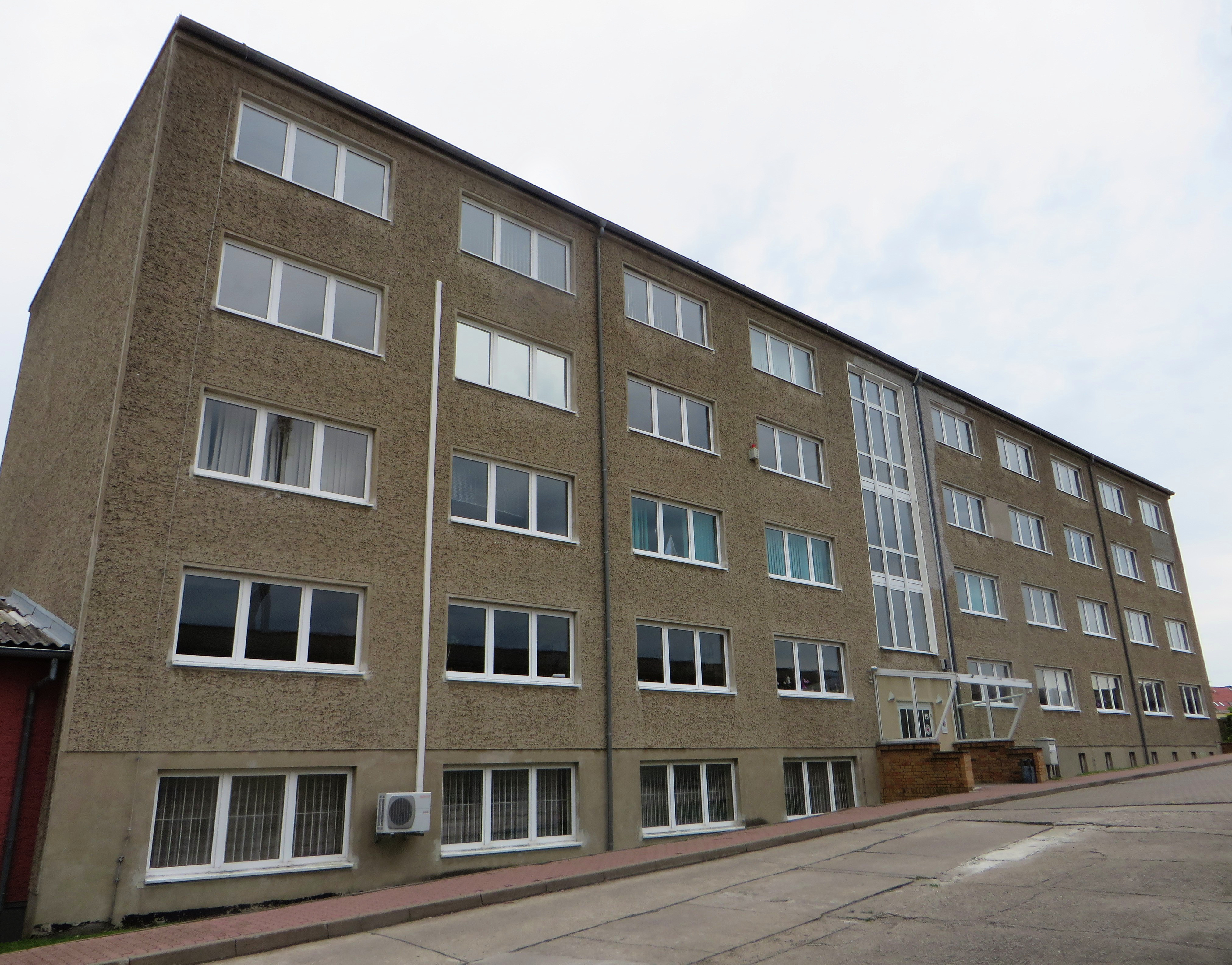
Ehemaliges Gebäude der Außenstelle im Neuen Weg (2015)

Das Gericht war in einem Gebäude unter der Anschrift Clara-Zetkin-Straße 14 untergebracht. Dort befindet sich jetzt die Zweigstelle. Dieses schon im Kaiserreich als Amtsgericht entworfene und errichtete Gebäude ist als Baudenkmal eingestuft. Vom Herbst 2018 bis Ende 2020 sollte es umfassend saniert werden.
Die seit 1998 zum Amtsgericht Demmin gehörende Zweigstelle Malchin wurde am 9. Mai 2009 aufgelöst. Eine Außenstelle des Amtsgerichtes war bis 2015 unter der Anschrift Neuer Weg 19 in Demmin untergebracht.

## Übergeordnete Gerichte
Dem Amtsgericht Demmin war zunächst das Landgericht Stralsund übergeordnet. 1994 wechselte die Zuständigkeit zum Landgericht Neubrandenburg. Zuständiges Oberlandesgericht war das Oberlandesgericht Rostock.
Durch die Umwandlung des Amtsgerichtes in eine Zweigstelle des Amtsgerichtes Neubrandenburg bleibt es bei der Zuständigkeit des Landgerichtes Neubrandenburg und des Oberlandesgerichtes Rostock. Die Städte und Gemeinden, welche in den Bezirk des Amtsgerichtes Greifswald eingegliedert wurden, gehören jetzt zum Landgerichtsbezirk Stralsund.